# باشگاه فوتسال کیش ایر قم
 باشگاه فوتسال کیش ایر  یک باشگاه فوتسال ایرانی در شهر قم است که بعد از انحلال باشگاه فوتسال ارم‌کیش قم تشکیل شد. امتیاز این باشگاه در سال ۲۰۱۱ به باشگاه فوتسال صبا قم منتقل شد.